# Acrolepis
Acrolepis es un género extinto de peces actinopterigios prehistóricos. Fue descrito por Agassiz en 1833.
Vivió en Francia, Alemania, Rusia, Canadá, Reino Unido, Estados Unidos e Irlanda.

## Dieta
Acrolepis persiguió una amplia gama de peces pequeños (principalmente Palaeonisciformes), Sarcopterygii, Ammonoidea, crustáceos, pequeños euriptéridos, bivalvos y otros pequeños invertebrados. Usaba sus dientes de manera similar a los lucios (Esox), sujetando presas escurridizas y escamosas en su lugar y extrayendo material comestible en pedazos más pequeños para el consumo total. Era un cazador solitario, confiando solo en su tamaño para vencer a la presa y ser el único individuo en consumir presa. Las amenazas naturales para esta criatura eran mínimas, ya que otras criaturas depredadoras más grandes que ella (como Sarcoprion, un eugeneodontiformes del mismo período) estaban fuertemente aisladas y distanciadas de esta criatura, permitiéndole cazar en su entorno.